# Vern Gardner
Vernon Blackner Gardner, detto Vern (Afton, 14 maggio 1925 – North Ogden, 26 agosto 1987), è stato un cestista e allenatore di pallacanestro statunitense, professionista nella NBA.

## Carriera
Venne selezionato dai Philadelphia Warriors al primo giro del Draft BAA 1949 (5ª scelta assoluta).

## Palmarès
- Campione NIT (1947)
- MVP NIT (1947)
- NCAA AP All-America Second Team (1949)